# Kerstin Pürschel
Kerstin Pürschel ist eine deutsche Diplomatin. Seit 2023 ist sie Ständige Vertreterin Deutschlands bei der UNESCO.

## Leben und Diplomatie
Kerstin Pürschel studierte von 1989 bis 1998 in Deutschland, Japan und Spanien. Sie legte das Erste sowie Zweite Juristische Staatsexamen ab und absolvierte eine einjährige Tätigkeit als Koordinatorin für internationale Beziehungen in Japan.
Von 1999 bis 2001 war sie Redakteurin in der Nachrichtenzentrale des Presse- und Informationsamts der Bundesregierung. 2001 trat sie in den Auswärtigen Dienst der Bundesrepublik Deutschland ein.
Ihre erste Auslandsverwendung führte sie an die Deutsche Botschaft Tokio. Von 2005 bis 2007 war sie Referentin im Referat für Internationales Strafrecht in der Zentrale des Auswärtigen Amts in Berlin. Von 2007 bis 2009 war sie Referentin im Personalreferat des Auswärtigen Amts.
Von 2009 bis 2012 war Pürschel Ständige Vertreterin des Botschafters an der Deutschen Botschaft San José (Costa Rica). Anschließend war sie von 2012 bis 2014 stellvertretende Leiterin des Personalreferats in der Zentrale des Auswärtigen Amts. Von 2014 bis 2016 war sie stellvertretende Referatsleiterin für den „Review Prozess“ des Auswärtiges Amts.
Von 2016 bis 2019 war Kerstin Pürschel Rechtsberaterin und stellvertretende Leiterin der Politischen Abteilung an der Ständige Vertretung der Bundesrepublik Deutschland bei den Vereinten Nationen in New York. Von 2019 bis 2023 war sie Referatsleiterin Personal im Auswärtigen Amt.
Seit 2023 ist Kerstin Pürschel Ständige Vertreterin bei der UNESCO in Paris.